# 大原和彦
大原 和彦（おおはら かずひこ、1973年7月21日 - ）は、日本の元俳優、子役。本名同じ。
東京都出身。劇団日本児童→T＆T総合企画に所属していた。

## 経歴・人物
5歳のときから子役として活動。小学、中学時代は学園ドラマに出演することが多かった。その後、日本大学芸術学部演劇学科に進み、芝居を本格的に学ぶが、現在は引退している。

## 出演

### テレビドラマ
- 特捜最前線（テレビ朝日）
  - 第76回「妻が凶器を振るうとき!」（1978年）
  - 第175回「ナイター殺人事件!」（1980年）
  - 第190回「償い」（1980年）
  - 第248回「殺人クイズ招待状!」（1982年）
  - 第280回「黙秘する女」（1982年）
- 人はそれをスキャンダルという（1978年、TBS） - 小野寺建 役
- Gメン'75　第179話「警察署長室ジャック」（1978年、TBS）−新町交番の迷子
- 鉄道公安官（1979年、テレビ朝日）
- 太陽にほえろ!　第372話「最後の審判」（1979年、日本テレビ）
- 遠山の金さん 第2シリーズ 第29話「若君誘拐」（1979年、ANB / 東映） - 光之助
- 西部警察 第32話「俺の愛した小さい奴」（1980年、テレビ朝日） - 志村まなぶ 役
- 爆走!ドーベルマン刑事（1980年、テレビ朝日）
- 新五捕物帳（日本テレビ）
  - 第97話「かあちゃんの子守唄」（1980年）
  - 第129話「しのび逢い」（1980年）
- 木曜ゴールデンドラマ「東京大地震マグニチュード8.1」（1980年、読売テレビ）
- 二百三高地（1981年、TBS）
- スーパー戦隊シリーズ (テレビ朝日)
  - 太陽戦隊サンバルカン 第39話「尻もちおてんば娘」（1981年） - 兼太 役
  - 大戦隊ゴーグルファイブ（1982年 - 1983年） - 島田春男 役
  - 電撃戦隊チェンジマン（1985年 - 1986年） - ワラジー 役
    - 第47話「ゲーター親子の涙」
    - 第49話「哀しきシーマ獣士」 - 第51話「ナナよ!伝えて!」
    - 第53話「炎のアハメス!」 - 第55話「さらば宇宙の友よ」
- 時代劇スペシャル（フジテレビ）
  - 「旗本やくざ 大江戸喧嘩帳」（1982年9月17日）
  - 「素浪人罷り通る 去るも地獄残るも地獄」（1983年2月18日）- 三太 役
- 金曜日の妻たちへ（1983年、TBS） - 中原航 役
- 東芝日曜劇場 第1395回「ぼくの妹に その9」（1983年、TBS）
- 星雲仮面マシンマン（1984年、日本テレビ）- 葉山勝 役
- 宇宙刑事シャイダー　第33話「散歩する腹話術師」（1984年11月9日、テレビ朝日） - 勇 役
- コカ・コーラTVスペシャル「風にむかってマイウェイ」（1984年11月12日、TBS） - 原又三郎 役
- うちの子にかぎって2（1985年、TBS） - 居作竜太郎 役
  - うちの子にかぎって…スペシャル1（1986年4月18日、TBS） - 居作竜太郎 役
  - うちの子にかぎって…SpecialII（1987年4月1日、TBS） - 居作竜太郎 役
- ママ、大変だァ!（1985年、テレビ朝日） - 大山清 役
- 暴れん坊将軍II　第156話「吉宗婚約 五郎左は家出!?」（1985年、テレビ朝日）
- 月曜ドラマランド「ライパチくん」（1985年、フジテレビ）
- 親子ゲーム（1986年、TBS）
- な・ま・い・き盛り 第7話「オッパイさわらせてくれますか」（1986年11月27日、フジテレビ） - 山田良明 役
- 妻たちの課外授業II（1986年 - 1987年、日本テレビ） - 門田秀夫 役
- ママはアイドル!（1987年、TBS） - 水沢伸二 役
  - ママはアイドル!スペシャル完結編（1988年3月30日、TBS） - 水沢伸二 役
- 家庭の問題（1987年、TBS）
- オヨビでない奴!（1987年 - 1988年、TBS） - 山県守 役